# チュウサギ

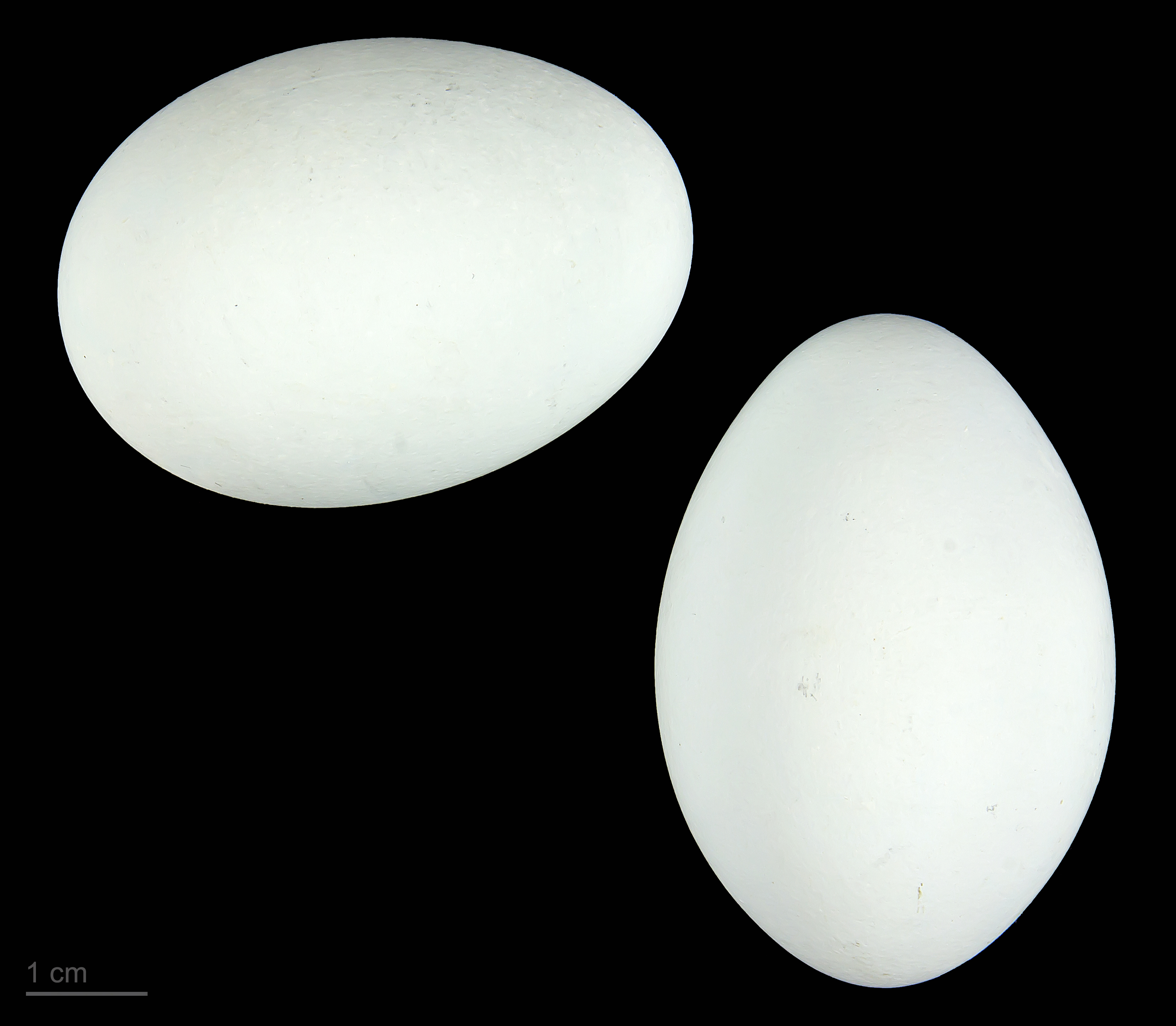
Ardea intermedia brachyrhyncha

チュウサギ（中鷺、Ardea intermedia）は、鳥綱ペリカン目サギ科アオサギ属に分類される鳥類。

## 分布
サハラ砂漠以南のアフリカ大陸、南アジアからインドシナ半島・中華人民共和国、スンダ列島、オーストラリア北部および東部。冬季になるとカロリン諸島やマリアナ諸島へ移動する個体もいる。日本では夏季に主に本州や九州に飛来するが（夏鳥）、暖地では越冬することもある。
ユーラシア、アフリカ、オーストラリアの温帯から熱帯に分布する。日本では夏鳥で、北海道の一部、本州以南に渡来する。また九州など暖地では少数が越冬する。

## 形態
全長63 - 72センチメートル。全身は白い。体長 68cm ほどで、ダイサギより一回り小さい。
虹彩は黄色。眼先や嘴は黄色。後肢は黒い。
繁殖期になると背や胸部の羽毛が伸長する。眼先は青緑色に、嘴は黒くなる。夏羽では嘴が黒くなり、背に飾り羽根が現れる。眼先が少々緑がかる。冬羽では嘴が黄色くなるが、先端のみ黒く残る場合もある。
全身が白、足は全体が黒く、眼先が黄色。ダイサギに似るが、体長が小さいこと、嘴が短いこと、眼下に入る口角の切れ込みが眼の真下で止まるところで区別できる。

## 分類
以下の分類・分布はIOC World Bird List (v8.1) に、和名は日本産鳥類目録 改訂第7版に従う。2016年現在BirdLife Internationalでは以下の亜種を全て独立種として扱っている。
Ardea intermedia intermedia Wagler, 1829 チュウサギ
インド南部から日本にかけて、大スンダ列島
Ardea intermedia brachyrhyncha (Brehm, 1854)
サハラ砂漠以南のアフリカ大陸
Ardea intermedia plumifera (Gould, 1848)
インドネシア東部、オーストラリア、ニューギニア

## 生態
河川や湿地、マングローブ林などに生息する。単独もしくは小規模な群れを形成し生活する。内陸の平地を好む。鳴き声は「ゴァー」などで、ダイサギと酷似する。
魚類や両生類などを食べる。日本での観察記録では主に農耕地で採食を行ない、湿地棲に特化し農耕地への依存性が強いことが示唆されている。この観察記録では農耕地では獲物を待ち伏せ29.4 %を魚類・17.4 %ずつを甲殻類と昆虫・11.6 %を両生類が占め、干潟ではゆっくり移動しながら獲物を捕らえ76.3 %を魚類が占めていたとされる。ダイサギやコサギが昼間に水田や湿地、浅い湖沼や河川などの湿地に出て魚や両生類を捕食するのに対し、本種は田植え前の田、休耕田など比較的乾いた場所で、主にバッタなどの昆虫を捕食する。
他種と混合した集団繁殖地（コロニー）を形成する。オスが巣材を運び、メスが営巣する。雌雄ともに抱卵し、抱卵期間は24 - 27日。他の白鷺と同様に、非繁殖期は単独行動するが、繁殖期には水辺の林などに「サギ山」と呼ばれる集団営巣地を取り、一夫一妻である。

## 人間との関係
上記のように BirdLife International およびそれを出典としたIUCNレッドデータでは亜種を全て独立種として扱っているため、分類表内の判定および後述の内容は本項で採用した分類では基亜種に対する内容となる。生息数は減少傾向にあるが、分布が非常に広いため絶滅のおそれは低いと考えられている。世界的には安定している。

### 日本
E. i. intermedia チュウサギ
環境省レッドリストが採用している分類にあわせる。以前は日本でのサギ類のコロニーの優占種だったが1970年代以降は減少した。減反政策による獲物の減少、農薬による汚染、営巣木の伐採などが影響したと考えられている。1991 - 1992年の調査では秋田県以南の25都道府県109か所のコロニーで2,569羽（サギ類全体の9.9 %）が確認されている。日本でも過去は多数が繁殖。しかし繁殖適地の減少や田畑での農薬使用に伴う捕食対象の減少などにより、渡来数が漸減した。観察数は1970年代にコサギと逆転した。
準絶滅危惧（NT）（環境省レッドリスト）